# New Site
La ville de New Site est située dans le comté de Tallapoosa, dans l’État de l’Alabama, aux États-Unis. Lors du recensement de 2000, elle comptait 848 habitants.

## Démographie
| 1880 | 1970 | 1980 | 1990 | 2000 | 2010 |
| ---- | ---- | ---- | ---- | ---- | ---- |
| 72   | 548  | 430  | 669  | 848  | 773  |

## Source
- (en) Cet article est partiellement ou en totalité issu de l’article de Wikipédia en anglais intitulé « New Site, Alabama » (voir la liste des auteurs).